# Oles Berdnîk
Oleksandr „Oles” Pavlovici Berdnîk (în ucraineană Бердник Олесь Павлович; n. 27 noiembrie 1926, Vavîlove, Raionul Snihurivka, RSS Ucraineană, URSS – d. 18 martie 2003, Hrebeni, Raionul Kaharlîk, Regiunea Kiev, Ucraina) a fost un scriitor ucrainean de ficțiune științifico-fantastică, futurist și globalist, filozof, politician și teolog, personalitate publică, soldat al Armatei Roșii în timpul celui de-Al Doilea Război Mondial și un prizonier politic în lagărele sovietice.
A scris peste 20 de romane și povestiri scurte care au fost traduse în mai multe limbi, inclusiv engleză, germană, franceză, rusă și maghiară. El a fost descris drept cel mai influent scriitor clasic al științifico-fantasticului ucrainean.
A fost membru fondator al Grupului Ucrainean Helsinki și lider al Asociației Umaniste Ucrainene „[[{{{2}}}|Republica Spirituală Ucraineană]]⁠(uk)[traduceți]”.
În toamna anului 1991, a fost nominalizat (dar nu a fost înregistrat) ca un candidat la funcția de președinte al Ucrainei.

## Biografie
S-a născut la 27 noiembrie 1926 în satul Vavîlove, Raionul Snihurivka, Herson. Pe drumurile acoperite de zăpadă, tatăl său a ajuns la consiliul satului, care se afla într-un sat vecin, la doar o lună de la naștere. Secretarul consiliului sătesc, la rândul său, a făcut două greșeli deodată - a notat data actuală ca dată de naștere și a scris anul care urma să vină, ceea ce a dus la confuzie cu privire la data nașterii scriitorului, dar acest lucru l-a ajutat să se salveze de la o călătorie de afaceri în Germania în anii ocupației germane a Ucrainei.
Participant al celui de-Al Doilea Război Mondial ( 1943-1945 ), a fost rănit în timp ce lupta în rândurile armatei sovietice, a fost demobilizat în 1946. A absolvit liceul după demobilizare, clasa a VII-a de gimnaziu ca elev extern, între 1946-1949 a studiat dramaturgia  la Teatrul Național Academic Dramatic Ivan Franko.
În 1949, a vorbit la o întâlnire deschisă a teatrului Franko, unde lucra la acea vreme (era o campanie împotriva cosmopoliților). S-a arătat revoltat de faptul că actorii teatrului și-au calomniat prietenii și colegii, precum și de faptul că piesele clasicilor sunt editate după instrucțiunile „de sus”. S-a rostit expresia „Stalin poate fi un geniu pentru unii, dar un prost pentru alții”; directorul a trimis un mesaj către Ministerul Securității de Stat al URSS chiar înainte de încheierea ședinței. Berdnîk a fost arestat sub acuzația de „trădare a patriei”, în 1950 a fost condamnat în temeiul art. 54–10 din Codul penal al RSS Ucrainei până la 10 ani închisoare. Și-a ispășit pedeapsa în nordul URSS și în Kazahstan.
În 1953 , a fost condamnat la 10 ani de închisoare în temeiul articolului 58-14 din Codul penal al RSFS Ruse. A încercat să scape de două ori. În 1955, a fost grațiat din cauza „căinței”.
Experiența de a fi în captivitate și de comunicare spirituală cu prizonierii lagărelor staliniste a fost transpusă ulterior în colecția poetică „Zori - Krіz ґrati” (Зорі — крізь ґрати). Comunicarea cu prizonierii politici a avut o influență decisivă asupra procesului de creștere și maturizare a unui tânăr. A ieșit din închisoare cu opinii clare despre locul său în lume.
Întors în Ucraina, și-a început activitatea literară, în 1957 devine membru al Uniunii Naționale a Scriitorilor din Ucraina. A devenit un scriitor de ficțiune populară ucraineană: până în 1972, aproximativ 20 dintre romanele și povestirile sale științifico-fantastice au fost publicate. Articolele și prelegerile sale despre futurologie au fost, de asemenea, foarte populare.
În aprilie 1972, în timpul unei percheziții în apartamentul lui Mîkola Rudenko și R. Rudenkiv, unde locuia Berdnîk, angajații KGB au confiscat lucrarea lui Ivan Dziuba „Internaționalism sau rusificare?” și două mașini de scris. La 28 aprilie 1972, Berdnîk a intrat în greva foamei cerând restituirea a ceea ce a fost confiscat. A durat 16 zile, el a reușit să se întâlnească cu primul secretar al Comitetului Central al Partidului Comunist din Ucraina, care și-a cerut scuze, dar a declarat că „organele de partid nu se pot amesteca în activitățile KGB-ului”. La 14 mai 1972, mașinile de scris i-au fost înapoiate, dar lucrările sale au încetat să mai fie publicate. Din 1974, Berdnîk a cerut permisiunea de a părăsi URSS.
La 13 august 1976, a fost emis ordinul Direcției principale pentru protecția secretelor de stat din subordinea Ministerului URSS nr. 31 cu mențiunea „pentru uz oficial”: „să înlăture cărțile lui Oles Berdnîk din bibliotecile de uz general și special și din rețeaua de librării a URSS." Totodată, a fost dat afară din Uniunea Națională a Scriitorilor din Ucraina. După aceea, a lucrat ca artist decorator de vitralii în asociația „Artist”.
În toamna anului 1976 , Berdnîk a avut consultări cu Mikola Rudenko, Oksana Meșko și Levko Lukianenko cu privire la crearea Grupului Ucrainean Helsinki, la 9 septembrie 1976, el a devenit membru fondator al acestuia, semnând Memorandumul nr. 1 „Influența Conferinței europene pentru dezvoltarea conștientizării juridice în Ucraina”, care a dus la apariția mișcării pentru drepturile omului și s-a prezentat o listă a prizonierilor de conștiință ucraineni.
În perioada de la sfârșitul anului 1976 până la arestarea sa din 6 martie 1979, a participat la redactarea și semnarea a zeci de scrisori și memorandumuri în apărarea luptătorilor pentru drepturile omului arestați și condamnați. Berdnîk a fost percheziționat în mod repetat și i-au fost confiscate cărți, poezii, manuscrise și o mașină de scris. La sfârșitul lunii august, membrii Grupului, inclusiv Berdnîk, au publicat Documentul nr. 2 „Către șefii de guvern din statele membre OSCE. Noi represiuni și o nouă etapă a mișcării pentru drepturile omului în URSS” cu cererea de eliberare a tuturor membrilor arestați ai grupărilor Helsinki.
La 14 octombrie 1977, membrii Grupului, care erau încă în libertate, au trimis o „petiție” Consiliului de Miniștri al RSS Ucraineană pentru înregistrarea oficială a Grupului și acordarea dreptului de persoană juridică.
La 9 noiembrie 1977, Berdnîk a scris „Manifestul Mișcării Ucrainene pentru Drepturile Omului” în numele Grupului.
La 9 mai 1978 , Berdnîk a scris o scrisoare deschisă către Comitetul ONU pentru Protecția Drepturilor și Libertăților Omului, Amnesty International și lui Leonid Brejnev și a anunțat greva foamei, cerând eliberarea lui M. Rudenko, un invalid de război.
La 6 martie 1979, Berdnîk a fost arestat sub acuzația de „agitație și propagandă antisovietică”. Din momentul arestării sale, Berdnîk a intrat iar în greva foamei. Rudele au aflat despre arestarea lui Berdnîk doar două săptămâni mai târziu. A fost acuzat că a scris și distribuit articolele „Sfânta Ucraina”, „Evoluția alternativă”, „Sărbătoarea mamelor și copiilor”, poezia „Vraja” (pentru aniversarea a 325 de ani de la „aderarea” Ucrainei la Rusia), participarea la „organizația antisovietică” (Grupul Ucrainean Helsinki) etc. În timpul anchetei, Berdnîk a recunoscut „greșelile”. Între 17-21 decembrie 1979, Tribunalul Regional din Kiev,  în temeiul art. 62 Partea 2 din Codul penal al RSS Ucraineană și art. 70 partea 2 din Codul penal al RSFSR, l-a condamnat până la 6 ani închisoare în lagăre de regim strict și trei ani de exil. A  fost recunoscut ca un „recidivist deosebit de periculos”. A fost iertat în baza Decretului PVR al RSS Ucraineană din 14 martie 1984.
La 17 mai 1984, ziarul „Ucraina literară” a publicat un articol de „pocăință” a lui Berdnyk intitulat „Berdnîk”, unde spune că „mișcarea Helsinki este o creație a CIA”.
În 1987, Berdnîk a fondat organizația publică „Frontul Noosferic Cheia Stelară”, al cărei scop este „de a păstra valorile spirituale ale popoarelor și triburilor, dobândite în epocile unei cosmo-istorii dificile, care sunt iremediabil pierdute și devalorizate în vârtejul pseudo-civilizației”.
La 16 decembrie 1989, a fost ales liderul asociației umaniste „Republica Spirituală Ucraineană”, a publicat ziarele „Sviata Ukraina”, „Zgoda”.
În toamna anului 1991, a fost nominalizat (dar nu înregistrat) ca un candidat la funcția de președinte al Ucrainei.
După eliberarea sa, Berdnîk a publicat aproximativ 15 cărți.
Oles Berdnîk a murit la 18 martie 2003.

## Lucrări scrise
Prima colecție de povestiri science fiction, Dincolo de timp și spațiu, a fost publicată în 1957.
Romanul Săgeata timpului (Стріла часу) a fost publicat pentru prima dată în 1960. Pe malul stâncos al Nistrului stă băiețelul Vasilko, care are grijă de caprele unchiului său bogat din sat, Danilo. Pentru munca sa, băiatul primește o plată sub formă de cârpă, din care își face haine, și o bucată de pâine. În același timp, citește De la Pământ la Lună de Jules Verne și Astronomie populară (Astronomie populaire) de Camille Flammarion. Trec multi ani. Într-o noapte de vară, în jurul unui foc de tabără de pe malul Niprului, are loc o ceartă aprinsă despre posibilitatea vieții pe alte planete. Studentul Vasil Horovi și profesorul Ivan Dija nu pot ajunge la o părere comună. Într-o zi, ei găsesc un obiect extraterestru misterios în pădure. Băiatul își părăsește bunicul Danilo și pe iubita lui Oksana și, împreună cu profesorul Dija, pleacă într-o călătorie la marginea Metaversului și se întoarce pe Pământ după 25 de ani. În roman, se poate observa o împletire bizară a ideilor de progres social și transumanism. Cele două societăți prezentate în carte sunt caracteristice în acest sens. Primii sunt locuitorii unei galaxii îndepărtate, care au depășit cu mult timp în urmă omenirea pământească în dezvoltarea lor, și au ajuns la Marea Revoluție... Marea Revoluție este o schimbare radicală a esenței lor naturale. Apropiindu-se de un fel de barieră de creștere sub formă fizică, locuitorii unei planete îndepărtate și-au reconstruit corpurile și au refuzat să consume hrană de origine animală. Mai târziu, știința lor a rezolvat problema îmbătrânirii. Moartea nu a fost învinsă, dar fiecare dintre locuitorii acestei civilizații închide ochii doar atunci când își îndeplinește scopul global de viață. De fapt, toate acestea au făcut posibilă transformarea propriei naturi umane și colonizarea spațiilor vaste ale spațiului. Însă, la sfârșitul cărții, această civilizație a ajuns în punctul în care și-a dat seama ce greșeală este să te îndepărtezi de natură și a început să trăiască în armonie cu leagănul de mult abandonat - o planetă care este din nou locuită de locuitori inteligenți.  A doua societate din carte o reprezintă locuitorii „planetei călătoare”, care a ajuns în Sistemul Solar și a intrat pe orbita Pământului (de cealaltă parte a Soarelui). Aceasta planeta este guvernată, de asemena, de comunism.
În 1971, i-a fost publicat romanul științifico-fantastic și filozofic Corsarul stelar (Зоряний корсар, cunoscut și ca Inelele șarpelui). Potrivit multor critici literari, acest roman este considerat punctul culminant al operei scriitorului. Un fragment din roman, intitulat „Dădaca interstelară”, a fost publicat pentru prima dată în 1961 în ziarul în limba rusă de la Kiev „Komsomolskoie znamia”.  Un fragment dintr-un viitor roman, numit „Judecata de Apoi”, a fost publicat în 1965 în revista Omul și lumea. În 1968, în revista Ranok a fost publicată nuvela „Revolta cosmocraților”, pe care scriitorul plănuia să o includă în extravaganța fantastică Judecător și dragoste, dar acest roman nu a fost publicat și povestea a fost inclusă în romanul Corsarul stelelor. Cartea a devenit imediat un cult în rândul intelectualității ucrainene  și a fost republicată în mod repetat, mai ales în publicațiile din diaspora, tot în limbi străine, în 1991 prima traducere a romanului a fost realizat în limba rusă.  Romanul a fost republicat în RSS Ucraineană în 1989, ulterior a fost republicat de mai multe ori deja în Ucraina independentă, inclusiv în 1995 împreună cu continuarea sa, romanul Camerton Dajboga (Камертон Дажбога).  Ideea principală a romanului Corsarul stelar este problema dezvoltării spiritualității umane, dezvoltarea ulterioară a societății umane, îmbunătățirea spirituală și fizică a unei persoane, care este legată nu numai de ieșirea unei persoane în spațiul interplanetar și intergalactic, dar și de ieșirea unei persoane dincolo de limitele spațiului său de existență, dincolo de limitele spațiului tridimensional, în multidimensionalitate.

### Romane
- 1958 — Шляхи титанів
- 1960 — Стріла Часу
- 1961 — Хто ти?
- 1963 — Діти безмежжя
- 1968 — Чаша Амріти
- 1971 — Зоряний корсар[23].
- 1972 — Лабіринт Мінотавра
- 1987 — Вогнесміх
- 1993 — Пітьма вогнища не розпалює…
- 1996 — Камертон Дажбога

### Colecții de povestiri
- 1957 — Поза часом і простором
- 1957 — Законсервована планета
- 1957 — Людина без серця (у співавторстві з Ю. Бедзиком)
- 1958 — За чарівною квіткою
- 1959 — Привид іде по Землі
- 1960 — Сини Світовида
- 1961 — Серце Всесвіту
- 1962 — Катастрофа
- 1962 — Подорож в антисвіт
- 1964 — Радістю перейдемо безодні
- 1967 — Вогняний вершник
- 1967 — Мати
- 1967 — Розбиваю громи
- 1968 — Дике поле
- 1968 — Покривало Ізіди
- 1969 — Хто зважиться — вогняним наречеться
- 1975 — Золоті ворота
- 1990 — На вогні святому спалимо розлуку

### Povestiri
- 1957 — Поєдинок на астероїді- Duel pe un asteroid
- 1957 — Психологічний двійник
- 1959 — 10 хвилин у майбутньому - 10 minute în viitor
- 1960 — Марсіанські «зайці» - „Iepuri” marțieni
- 1963 — Зустрічі над прірвою
- 1964 — Подвиг у просторі
- 1965 — Кохана з майбутнього
- 1965 — Остання битва
- 1965 — Потоплені роки
- 1965 — Хор елементів
- 1967 — Дві безодні
- 1970 — Космічна казка
- 1975 — Сузір'я Зелених Риб